# Raed Bouchniba
Raed Bouchniba (in arabo رائد بوشنيبة‎?; Tunisi, 25 settembre 2003) è un calciatore tunisino, difensore dell'Espérance.

## Carriera

### Club
Bouchniba è cresciuto nel settore giovanile dell'Espérance ed ha debuttato in prima squadra il 26 ottobre 2022 nell'incontro di Championnat de Ligue Professionelle 1 pareggiato 1-1 contro il Chebba. Ha segnato il suo primo gol il 5 febbraio 2023 contro il Tataouine.

### Nazionale
Nel 2023 è stato convocato dalla Tunisia Under-20 per disputare il campionato mondiale Under-20 di categoria.

## Statistiche

### Presenze e reti nei club
Statistiche aggiornate al 2 settembre 2024
| Stagione         | Squadra          | Campionato       | Campionato | Campionato | Coppe nazionali | Coppe nazionali | Coppe nazionali | Coppe continentali | Coppe continentali | Coppe continentali | Altre coppe | Altre coppe | Altre coppe | Totale | Totale | Totale |
| Stagione         | Squadra          | Comp             | Pres       | Reti       | Comp            | Pres            | Reti            | Comp               | Pres               | Reti               | Comp        | Pres        | Reti        | Pres   | Reti   |        |
| ---------------- | ---------------- | ---------------- | ---------- | ---------- | --------------- | --------------- | --------------- | ------------------ | ------------------ | ------------------ | ----------- | ----------- | ----------- | ------ | ------ | ------ |
| 2022-2023        | Espérance        | L1               | 25         | 1          | CT              | 3               | 1               | CCL                | 7                  | 0                  | CA+AFL      | 2+3         | 0           | 40     | 2      |        |
| 2023-2024        | Espérance        | L1               | 15         | 0          | CT              | 1               | 0               | CCL                | 11                 | 1                  | -           | -           | -           | 27     | 1      |        |
| 2024-2025        | Espérance        | L1               | 1          | 0          | CT              | 0               | 0               | -                  | -                  | -                  | -           | -           | -           | 1      | 0      |        |
| Totale Espérance | Totale Espérance | Totale Espérance | 41         | 1          |                 | 4               | 1               |                    | 18                 | 1                  |             | 5           | 0           | 68     | 3      |        |
| Totale carriera  | Totale carriera  | Totale carriera  | 41         | 1          |                 | 4               | 1               |                    | 18                 | 1                  |             | 5           | 0           | 68     | 3      |        |